# Maironis
Maironis, właściwie Jonas Mačiulis, oficjalnie też Mačiulevičius, pl. Jan Maculewicz (ur. 21 października?/2 listopada 1862 w Posandrowie, zm. 28 czerwca 1932 w Kownie) – litewski poeta doby romantyzmu, dramaturg, ksiądz katolicki i teolog. 

## Życiorys
Jonas Mačiulis urodził się w Posandrowie (lit. Pasandravis) koło Rosieniów. Podstawową edukację otrzymał w rodzinnym domu, jego matka uczyła go m.in. języka litewskiego. W latach 1873–83 uczył się w kowieńskim gimnazjum. Po jego ukończeniu podjął studia literaturoznawcze na Uniwersytecie w Kijowie, które przerwał po roku, za namową rodziców przenosząc się do kowieńskiego Seminarium Duchownego. W 1892 roku uzyskał dyplom Akademii Duchownej w Sankt-Petersburgu. 
Po powrocie na Litwę wykładał w kowieńskim seminarium (z przerwami aż do śmierci), a w latach 1909–32 był jego rektorem. Nauczał w Akademii Duchownej w Petersburgu, a w 1922 roku stanął na czele katedry teologii Uniwersytetu Kowieńskiego. Przez rok wykładał na tej uczelni literaturę litewską.

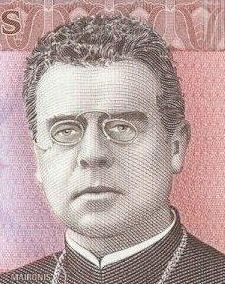
Maironis na 20-litowym banknocie z 2001 roku

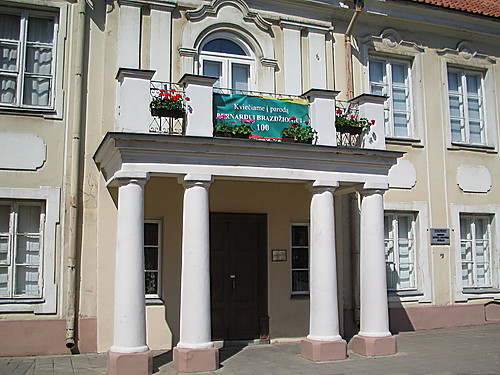
Muzeum Maironisa w Kownie

## Twórczość
Wiersze zaczął pisywać we wczesnym dzieciństwie w języku polskim. W 1885 roku pod pseudonimem Zvalionis opublikował swój pierwszy utwór Lietuvos vargas w gazecie „Aušra”. Sześć lat później wydał pierwszą książkę Historia Litwy albo opowiadania o naszej przeszłości (pod nazwiskiem Stanislovas Zanavykas). W swojej praktyce wersyfikacyjnej ustabilizował litewski sylabotonizm. Pisał też dramaty historyczne.
Pseudonimem Maironis zaczął się posługiwać podczas studiów w Petersburgu. Wpływ na jego twórczość wywarli zarówno polscy, jak i rosyjscy poeci, m.in. Adam Mickiewicz, Michaił Lermontow, Juliusz Słowacki i Aleksander Puszkin.

### Poezje
- Lietuva (1888)
- Tarp skausmų į garbę (1895)
- Nuo Birutės kalno
- Jaunoji Lietuva
- Raseinių Magdė (1909)
- Mūsų vargai(1920)

### Libretta
- Kame išganymas (1895)
- Nelaimingos Dangutės vestuvės (1930)

### Prace literaturoznawcze
- Trumpa lietuvių rašliavos apžvalga (1906)
- Trumpa visuotinės literatūros istorija (1926)
- Istorija „Apsakymai apie Lietuvos praeigą (1891)